# İsmail Nezir
İsmail Nezir (* 22. Januar 2003) ist ein türkischer Sprinter und Hürdenläufer, der sich auf die 400-Meter-Distnaz spezialisiert hat.

## Sportliche Laufbahn
Erste internationale Erfahrungen sammelte İsmail Nezir im Jahr 2021, als er bei den U20-Balkan-Hallenmeisterschaften in Sofia in 49,05 s die Bronzemedaille über 400 m für sich entschied und mit der türkischen 4-mal-400-Meter-Staffel in 3:18,11 min die Goldmedaille gewann. Anschließend siegte er mit der Staffel in 3:13,70 min bei den Balkan-Hallenmeisterschaften in Istanbul. Mitte Juli startete er im 400-Meter-Hürdenlauf bei den U20-Europameisterschaften und schied dort mit 51,51 s im Halbfinale aus. Im Jahr darauf siegte er in 47,87 s bei den U20-Balkan-Hallenmeisterschaften in Belgrad über 400 m und belegte im Staffelbewerb in 3:24,35 min den vierten Platz. Anschließend gewann er bei den Balkan-Hallenmeisterschaften in Istanbul in 46,76 s die Silbermedaille über 400 m hinter seinem Landsmann İlyas Çanakçı und sicherte sich mit der Staffel mit neuem Landesrekord von 3:10,76 min die Bronzemedaille hinter den Teams aus Rumänien und Slowenien. Anfang Juli belegte er bei den Mittelmeerspielen in Oran in 50,09 s den siebten Platz über 400 m Hürden und gewann mit der Staffel in 3:04,55 min die Bronzemedaille hinter den Teams aus Algerien und Italien. Im Juli siegte er in 50,86 s bei den U20-Balkan-Meisterschaften in Denizli und siegte dann in 48,84 s bei den U20-Weltmeisterschaften in Cali. Kurz darauf wurde er bei den Islamic Solidarity Games in Konya mit der Staffel disqualifiziert und schied dann bei den Europameisterschaften in München mit 49,75 s im Halbfinale im Hürdenlauf aus und verpasste mit der Staffel mit 3:06,68 min den Finaleinzug.
2023 startete er mit der 4-mal-400-Meter-Staffel bei den Halleneuropameisterschaften in Istanbul und belegte dort mit neuem Landesrekord von 3:09,41 min den sechsten Platz. Im Juni wurde er bei der 1. Liga der Team-Europameisterschaft im Zuge der Europaspiele in 48,84 s Erster im B-Lauf und sicherte sich damit ligenübergreifend die Bronzemedaille hinter dem Italiener Alessandro Sibilio und Rasmus Mägi aus Estland. Anschließend siegte er in 49,19 s bei den U23-Europameisterschaften in Espoo im Hürdenlauf und sicherte sich mit der Staffel in 3:03,04 min die Silbermedaille hinter dem italienischen Team. Im August gewann er bei den World University Games in Chengdu in 48,72 s die Silbermedaille hinter dem Taiwaner Peng Ming-yang und mit der Staffel siegte er in 3:03,46 min. Kurz darauf schied er bei den Weltmeisterschaften in Budapest mit 49,92 s in der ersten Runde aus. Im Jahr darauf wurde er bei den World Athletics Relays 2024 in Nassau in 3:06,35 min Siebter im C-Lauf über 4-mal-400 Meter in der 2. Qualifikationsrunde für die Olympischen Spiele. Kurz darauf gewann er bei den Balkan-Meisterschaften in Izmir in 50,24 s die Bronzemedaille hinter seinem Landsmann Berke Akçam und Nikola Kostić aus Serbien, ehe er bei den Europameisterschaften in Rom mit 51,29 s im Halbfinale ausschied. 2025 siegte er mit der Staffel in 3:10,97 min bei den Balkan-Hallenmeisterschaften in Belgrad. Im Juli gewann er bei den U23-Europameisterschaften in Bergen mit neuer Bestleistung von 48,33 s die Silbermedaille  über 400 m Hürden hinter dem Deutschen Owe Fischer-Breiholz und wurde im Staffelbewerb im Vorlauf disqualifiziert. Kurz darauf gewann er mit der Staffel bei den World University Games in Bochum in 3:04,40 min die Bronzemedaille hinter den Teams aus Polen und den Vereinigten Staaten.
2022 wurde Nezir türkischer Meister im 400-Meter-Lauf sowie 2022 und 2024 über 400 m Hürden. Zudem wurde er 2022 Hallenmeister im 400-Meter-Lauf.

## Persönliche Bestleistungen
- 400 Meter: 45,83 s, 4. Juni 2022 in Erzurum (türkischer U20-Rekord)
  - 400 Meter (Halle): 46,76 s, 5. März 2022 in Istanbul (türkischer U20-Rekord)
- 400 m Hürden: 48,33 s, 19. Juli 2025 in Bergen